# Miguel Ángel Heredia
Miguel Ángel Heredia Díaz (Mollina, Málaga, 21 de agosto de 1966) es un político español, diputado por Málaga en el Congreso durante las VI, VII, VIII, IX, X, XI y XII legislaturas y actual senador por Málaga.

## Biografía
Diplomado en Magisterio, titulado superior en Cultivos Celulares y doctor en Biología por la Universidad de Málaga. Después de unirse a la federación andaluza del PSOE, se convirtió en secretario general de la sección municipal en Mollina, su localidad natal. Fue secretario de los Jóvenes Socialistas de España (JSE) entre 1992 y 1996. Miembro del Comité Ejecutivo de la Federación Socialista de la provincia de Málaga, fue investido diputado en el Congreso tras las elecciones generales de marzo de 1996.
Fue reelegido sucesivamente en las elecciones generales de 2000, 2004, 2008, 2011, 2015 y 2016. Después del 38.º congreso federal del partido en julio de 2014, que vio la victoria de Pedro Sánchez, fue ascendido a secretario general del grupo parlamentario socialista en el Congreso, reemplazando a Eduardo Madina.
Fue criticado por los partidarios de Sánchez tras salir a la luz una grabación en la que cuestionaba el nombramiento de Margarita Robles como portavoz parlamentario y el 20 de junio de 2017 fue expulsado y reemplazado por el madrileño Rafael Simancas. En julio anunció que renunciaba a la dirección provincial del PSOE de Málaga.